# Национални парк Најроби
Национални парк Најроби је национални парк у Кенији који је основан 1946. године као прво заштићено подручје у држави. Налази се 7 километара јужно од центра Најробија, главног град Кеније, од којег га одваја ограда. Небодери града могу се видети из парка, а близина урбане и природне средине често резултира конфликтом између људи и животиња и угрожавањем путева миграције животиња, као и њиховог станишта. Ипак, укркос његовој близини, урбаној средини и малој величини у односу на друге националне паркове Африке, Најроби национални парк има велику и разнолику популацију дивљих животиња. Током миграција на простору парка окупља се велики број биљоједа укљчујући и носороге.

## Историја
Британска империја заузела је подручје парка крајем 19. века. У то време равнице источно и јужно од данашњег парка Најроби настањивала је дивљач. Номадски народ Масаји живели су на овом подручју и гајили стоку међу дивљим животињама.
Народ Кикују изводио је стоку на испашу изнад шумовитих висоравни парка Најроби. Године 1910. простор садашњег парка и његову околину је настањивало 14.000 становника и долазило је до конфликта између људи и животиња. Становници града носили су оружје ноћу, како би се заштитили од лавова и жалили се као су жирафе и зебре уништиле њихове пашњаке.
Порастом броја становништва, животиње су постале ограничене само на равнице западно и јужно од града, а колонијална влада прогласила је ово подручје резерватом дивљачи. Становници Најробија укључујући Карен Бликсен користиле су коње, зебре, газеле и импале као превозно средство у овом резервату.
Пионир заштитник животне средине у источној Африци, Мервин Кови био је изузетно забринут за судбину животиња на планити Ати. Ширење фарми уништило је највеће делове стаништва дивљег света у Кенији. Простор Националног парка Најроби је у то време био резерват за дивљач, у њему је лов забрањен, али све остале активности дозвољене, укључујући сечу шуме, испашу стоке, а претрпео је и бомбардовање од стране Краљевског ратног ваздухопловства. Кови је убрзо почео кампању за стварање Националног парка Најроби.
Званично отворен 1946. године, Национални парк Најроби први је успостављени национални парк на простору Кеније. Народ Масаји истеран је из парка након његовог оснивања, а Кови је био директор националног парка до 1966. године
Године 1989. кенијски председник Данијел арап Мои посетио је парк и дао подршку за његову заштиту.

## Географија
Парк покрива површину од 117,21 km² и изузетно је мали у односу на остале афричке националне паркове. У парку преовлађује влажна суптропска клима, а налази се на између 1533 и 1760 m надморске висине. У парку је пописан велики број станишта и животињских врста. Стациониран је на око 7 километара од центра града Најробија, а око њега су постављене електричне ограде са северне, источне и западне стране. Јужну границу парка чини Мбагати река, а тај део није ограђен. На јужном делу постоји значајно кретање унгулатних сисара преко ове границе.
Ограда која раздваја парк од града налази се дуж аутопута који води до аеродрома. Парк Најроби представља једини природни сафари парк који се налази у непосредној близини града, а његове грађевине могу се видети из готово свих делова парка.

## Флора
Парком преволађују отворени травњаци са раштрканом врстом биљке акација. У западним деловима парка преовлађује тропска и суптропска сува широколисна шума са врстама које укључују Olea europaea subsp. cuspidata, Croton, Brachylaena и Calodendrum. На нижим пределима налазе травњаци који укључују биљке Themeda triandra, Widdringtonia, Digitaria и неколико врста биљке Cynodon. Такође на овом подручју присутна је и врста дрвета Vachellia xanthophloea. Дуж реке на југу парка простире се луг.
Унутар парка налазе се подручја грмља и дубоких стеновитих долина и клисура. Врсте које претежно настањују то подручје су Acacia и Euphorbia candelabrum, укључујући и врсте дрвећа као што су Apodytes dimidiata, Canthium schimperiana, Elaeodendron buchananii, Ficus eriocarpa, Aspilia mossambicensis, Rhus natalensis, и Newtonia. На стеновитим падинама парка расту неке од јединствених биљака за подручје Најробија као што су Euphorbia brevitorta, Drimia calcarata, и Murdannia clarkeana.

## Фауна
Парк има велику и разнолику популацију дивљих животиња. Неке од пописаних врста у парку су афрички биво, павијан, источни црни носорог, газела, Equus quagga boehmi, Acinonyx jubatus jubatus, Alcelaphus buselaphus cokii, нилски коњ, афрички леопард, лав, еланд антилопа, импала, масајска жирафа, ној, суп и мочварна антилопа.
Биљоједи укључујући и гнуа и зебре користе конзервациону зону Китенгела и миграциони коридор јужно од парка, како би стигли до равница Ати Капити. Они одлазе ван граница парка током кишне сезоне, а враћају се у парк током сушне сезоне.
Концентрација дивљих животиња у парку је највећа у сушној сезони, када се подручја изван парка суше. Мала брана изграђена дуж реке Мбагати даје парку више воднених ресурса од ових спољашњих подручја. На простору тих водених површина расте велики број биљака зависних од воде током суша.
На простору парка настањен је велики број врста птица, око 500 сталних и миграционих врста. Бране на простору парка створиле су вештачка станишта за многе птице и водене врсте.
На простору парка налази се санитет за слонове и носороге, које овде лече и чипују, а након тога пуштају у парк, ако се за то створе услови. Отворен је 1963. године, основан од стране природњака Дафни Шелдрик. Санитет се налази близу главног улаза у парк.
Национални парк Најроби понекад се назива и Кифару Афк, што на локалном језику значи Санитет за носороге. Овај санитет један је од најуспешнијих у читавој Кенији, приступ њему дозвољен је и туристима, који могу у природном стаништву видети црног носорога.

## Заштита парка
Мервин Кови, оснивач Националног парка Најроби дизајнирао је парк, посебно ставивши акценат на стазе парка, куда пролазе туристи. По његовом моделу вођења и дизајнирања парка развили су се многи други национални паркови широм Кеније. Ипак, велики број туриста нанео је штету парку. Највећу претњу парку представљају пољопривредна земљишта у његовој близини, која се стални шире. У граду Најробију до 1948. године живело је 188.976 људи, а до 1997. године у граду је живело чак 1,5 милиона становника. Парк је под сталним притиском растућег становништва и потреба за пољопривредним земљиштем. Људи живе одмах изнад граница парка што ствара честе конфликте између њих и животиња, а парк је такође угрожен због смећа и загађења. Индуструјски и други отпад из фарбика које се налазе дуж северне границе парка угрожавају његово подручје и загађују воду.
Уговори из 1904. и 1911. године са народом Масаји, натерали су их да одустану од својих северних пашњака, који су се налазили близу планине Кенија. Неки од њих који су изгубили земљу преселили су се на подручје Китенгела. Данас су бивши ранчеви народа Масаји приватизовани и део земљишта је продат пољопривредницима. Куће, школе и продавнице налазе се на равницама Китенгела. Део прихода из парка коришћен је за пројекте у заједници, како би људи који живе на околним подручијима имали користи од националног парка. Много власници земљишта у околини парка приступили су Удружењу земљопоседника Китенгеле, које ради са Службом за дивље животиње у Кеније, а све то како би се заштитиле дивље животиње и пронашла погодност за мештане.
Парк и равнице Ахит Капити повезане су због миграција дивљачи, док су равнице јужно од парка важне области за живи свет током кишних сезона. Пре него што је град успостављен, стада животиња су се кретала преко равница све до Килиманџара и планине Кенија. Велике миграције животиња биле су и у правцу области Серенгети.
Међутим, с обзиром да је град растао, парк је постао најсевернија граница миграције животиња. Мигрирајуће животиње могу доћи до својих јужних пашњака путујући кроз део Ати равнице под називом Китенгела. Овај простор је веома битан, али раст људске популације и пратеће потребе за земљом прете да прекину ову традиционалну миграциону руту.

## Туризам
Национални парк Најроби је главна туристичка атракција за посетиоце у граду Најробију. Атракције посетилаца укључују разгледања птица, гепарда, хијена, леопарда и лавова. Остале атракције су миграције зебри у јулу и августу. Посетиоци могу посетити и Споменик слоновачи, Најроби сафари и санитет парка.
Центар за заштиту животне средине у парку има предавања и видео емисије о дивљини, а постоји и тура обиласка парка и животињског санитета. Ове туре су првенствено, али не искључиво, за едукацију ђака из локалних школа и заједница.